# A Grand Day Out
Wallace and Gromit: A Grand Day Out of voluit A Grand Day Out with Wallace and Gromit (Nederlandse titel: Wallace en Gromit: Een heerlijk dagje uit) is een Britse klei-animatiefilm uit 1989 met een looptijd van 23 minuten, inclusief aan- en aftiteling. Het is de eerst verschenen productie waarin de door regisseur en schrijver Nick Park gecreëerde personages Wallace & Gromit de hoofdrol spelen. Voor het filmpje werd hij in 1991 genomineerd voor een Oscar, nadat hij hiervoor in 1990 al daadwerkelijk een BAFTA Award won.
Parks volgende Wallace & Gromit-filmpje verscheen in 1993 met als titel The Wrong Trousers en was eveneens een korte film.

## Verhaal
Uitvinder Wallace (met de Engelse stem van Peter Sallis en de Nederlandse stem van Pieter Tiddens) bewoont een huisje samen met zijn eigenlijk intelligentere hond Gromit. Samen spitten ze stapels reisgidsen door op zoek naar een goede plek om vakantie te vieren. Omdat ze er maar niet uitkomen, gaat Wallace eerst een kop thee zetten voor hij verder leest. Daarbij wil hij een schoteltje crackers serveren, maar er blijkt totaal geen kaas meer in huis om erop te doen. Voor Wallace is dat een kleine persoonlijke ramp, want kaas is zijn lust en zijn leven. Het voorval brengt hem niettemin op het idee dat Gromit en hij ergens op vakantie moeten waar veel kaas is. Hij concludeert dat ze daarom naar de maan moeten. Naar zijn idee is het immers algemeen bekend dat die van kaas is gemaakt.
Wallace tuigt aan het werk in zijn kelder en ontwerpt er een raket. Vervolgens zaagt, timmert en schildert hij die samen met Gromit in elkaar. Daarin kunnen ze tijdens de reis een krantje lezen, een boterham roosteren en een kaartenhuis bouwen, want de binnenkant is exact zo ingericht als hun huiskamer. Wallace haast zich tijdens het aftellen voor de start om nog wat dozen met crackers in te laden en vervolgens schiet hun raket de lucht in. Onderweg moet de uitvinder wel de koers een beetje bijstellen wanneer hij door het raampje ziet dat ze een verkeerde planeet naderen, maar vervolgens komen ze aan op de maan.
Wallace spreidt zijn picknickkleed uit en begint stukjes van de maanbodem te snijden om ze op zijn crackers te leggen. Hij is een grote kenner, maar kan niet thuisbrengen waar deze 'kaas' naar smaakt. Gromit ziet hoofdschuddend aan hoe zijn baas stukken maanrots naar binnen werkt. Ondertussen treft een robotje dat al op de maan was de picknickspullen en reisgidsen van het tweetal aan. Het bladert de blaadjes door en ziet zichzelf in gedachten al over de maan skiën. Het ziet ook geïrriteerd aan hoe Wallace stukjes van de maanbodem snijdt en lijmt de losliggende stukjes die hij terug vindt. Vervolgens gaat het robotje in de aanval, maar Wallace en Gromit bereiken de raket voordat ze worden ingehaald. Wallace is vergeten om de lont aan te steken waarmee hun raket moet worden afgevuurd, maar het robotje steekt hun brandstof in brand. Hierdoor schieten ze alsnog weg. Tijdens de terugreis zwaaien ze nog een keer naar het robotje. Dat is inmiddels met zelfgefabriceerde ski's aan het wintersporten op de maan en zwaait vrolijk terug.

## Trivia
- A Grand Day Out was onderdeel van het project waarmee Park afstudeerde aan de National Film and Television School.
- De naam van de maker op de klok in de raket is Wulstan. In realiteit is dit de tweede naam van de filmmaker, Nick Wulstan Park.